# Caryosyntrips
A Caryosyntrips a Dinocaridida osztályába és Radiodonta rendjébe tartozó nem. Korábban az Anomalocarididae családba volt besorolva, viszont amióta kivonták onnan a családja ismeretlen.

## Tudnivalók
A Caryosyntrips középső kambrium korszakban élt, a mai Kanada területén. Ez az állat, csak a Burgess-palából került elő. Eddig, csak egy maroknyi, 14 darab töredékes ízületből álló, diótörőre hasonlító nyúlványt fedeztek fel belőle. Ezt az állatot, először 2010-ben Allison C. Daley és Graham E. Budd írták le.

## Rendszerezés
A nembe az alábbi 3 faj tartozik:
- Caryosyntrips camurus Pates & Daley, 2017[2]
- Caryosyntrips durus Pates & Daley, 2017[2]
- Caryosyntrips serratus Daley & Budd, 2010[1] - típusfaj

## Fordítás
- Ez a szócikk részben vagy egészben  a   Caryosyntrips című angol Wikipédia-szócikk ezen változatának fordításán alapul.  Az eredeti cikk szerkesztőit annak laptörténete sorolja fel. Ez a jelzés csupán a megfogalmazás eredetét és a szerzői jogokat jelzi, nem szolgál a cikkben szereplő információk forrásmegjelöléseként.